# Моложавська сільська рада
Моложавська сільська́ ра́да — адміністративно-територіальна одиниця та орган місцевого самоврядування в Городнянському районі Чернігівської області. Адміністративний центр — село Моложава.

## Загальні відомості
Моложавська сільська рада утворена у 1959 році.
- Територія ради: 134,069 км²
- Населення ради: 746 осіб (станом на 2001 рік)

## Населені пункти
Сільській раді підпорядковані населені пункти:
- с. Моложава
- с. Залісся
- с. Картовецьке
- с. Лютіж
- с. Минаївщина
- с. Невкля
- с. Перерост
- с. Студенець
- с. Черецьке

### Колишні населені пункти
- с. Лозове, зняте з обліку 2013 року

## Склад ради
Рада складається з 12 депутатів та голови.
- Голова ради:
- Секретар ради: Личуха Ніна Федорівна

### Керівний склад попередніх скликань
| Прізвище, ім'я, по батькові | Основні відомості                                                         | Дата обрання | Дата звільнення |
| --------------------------- | ------------------------------------------------------------------------- | ------------ | --------------- |
| Куца Людмила Василівна      | Сільський голова, 1965 року народження, освіта вища, член Народної партії | 26.03.2006   | 31.10.2010      |
| Куца Людмила Василівна      | Сільський голова, 1965 року народження, освіта вища, член Народної партії | 31.10.2010   | 25.12.2014      |

Примітка: таблиця складена за даними сайту Верховної Ради України

### Депутати
За результатами місцевих виборів 2010 року депутатами ради стали:

#### За суб'єктами висування
| Суб'єкт висування                 | Кількість обраних депутатів | %    |
| --------------------------------- | --------------------------- | ---- |
| Партія регіонів                   | 6                           | 50   |
| Самовисування                     | 3                           | 25   |
| Народна партія                    | 2                           | 16,7 |
| Політична партія «Сильна Україна» | 1                           | 8,3  |

#### За округами
| № округу                          | Прізвище, ім'я, по батькові        | Дата визнання обраним | Освіта             | Партійна приналежність | Відомості про обраного депутата                          |
| --------------------------------- | ---------------------------------- | --------------------- | ------------------ | ---------------------- | -------------------------------------------------------- |
| Народна Партія                    |                                    |                       |                    |                        |                                                          |
| 2                                 | Бондар Микола Анатолійович         | 05.11.2010            | середня            | позапартійний          | АТС «Юніон», оператор-заправник                          |
| 5                                 | Личуха Ніна Федорівна              | 05.11.2010            | вища               | позапартійна           | Моложавська сільська рада, секретар                      |
| Партія регіонів                   |                                    |                       |                    |                        |                                                          |
| 1                                 | Мальцева Ірина Михайлівна          | 05.11.2010            | вища               | позапартійна           | Моложавське лісництво, касир                             |
| 3                                 | Тимошенко Олександр Тимофійович    | 05.11.2010            | середня            | позапартійний          | пенсіонер                                                |
| 4                                 | Сидоренко Світлана Дмитрівна       | 05.11.2010            | середня спеціальна | позапартійна           | Моложавська сільська рада, головний бухгалтер            |
| 8                                 | Вихор Катерина Олександрівна       | 05.11.2010            | вища               | позапартійна           | Невклянський фельдшерсько-акушерський пункт, завідувачка |
| 9                                 | Тимошенко Андрій Олександрович     | 05.11.2010            | середня            | позапартійний          | тимчасово не працює                                      |
| 12                                | Якутко Андрій Миколайович          | 05.11.2010            | середня            | позапартійний          | Моложавська лісництво, тракторист                        |
| Політична партія «Сильна Україна» |                                    |                       |                    |                        |                                                          |
| 7                                 | Карпенко Світлана Володимирівна    | 05.11.2010            | вища               | позапартійна           | Невклянський філіал бібліотеки, завідувачка              |
| Самовисування                     |                                    |                       |                    |                        |                                                          |
| 6                                 | Павлюк Ганна Володимирівна         | 05.11.2010            | середня            | позапартійна           | тимчасово не працює                                      |
| 10                                | Редькович Олександра Олександрівна | 05.11.2010            | середня            | позапартійна           | Невклянський магазин, завідувачка                        |
| 11                                | Суходол Світлана Миколаївна        | 05.11.2010            | середня            | позапартійна           | Моложавське поштове відділення зв'язку, начальник        |